# Уве Даль
Уве Дал (норв. Ove Dahl, 29 січня 1862 — 17 вересня 1940) — норвезький ботанік.

## Біографія
Закінчив Тронгеймську катедральну школу в 1880 році. Закінчив філологічний факультет університету Осло в 1886 році, а потім працював викладачем. Його інтереси зрештою звернулися до ботаніки, і він працював куратором у Ботанічному музеї при Університеті з 1893 до виходу на пенсію в 1922 році. Перші роки працював як помічник професора Акселя Блюта. Уве Даль особливо відомий своїми рослинними географічними роботами, а також роботою над завершенням норвезької флори Блюта в 1906. Ця флора була єдиною такою роботою в Норвегії до 1940-х років. Його пізні роки були трагічні, і він провів свої останні вісімнадцять років у психіатричному закладі.

## Твори
- Biskop Gunneus virksomhed fornemmelig som botaniker tilligemed en oversigt over botanikens tilstand i Danmark og Norge indtil hans død (1892–1911)
- Carl von Linnés forbindelse med Norge (1907).

## Вшанування пам'яті
На честь ботаніка названі:
- Papaver dahlianum Nordh. з родини макові (Papaveraceae)